# RC Lens
Racing Club de Lens is een Franse voetbalclub uit Lens opgericht in 1906. De club speelt haar thuiswedstrijden in het Stade Bollaert-Delelis. Haar bijnaam sang et or (= bloed en goud) komt van de traditionele kleuren: rood en geel. RC Lens kent een grote rivaliteit met haar buren uit Rijsel, Lille OSC. Hun onderlinge wedstrijden worden Derby du Nord genoemd.

## Geschiedenis

### Tot aan de Tweede Wereldoorlog
In 1905 speelden studenten al voetbal op de Place Verte (de latere Place de la République) en in 1906 werd er door hun ouders een comité opgericht onder de naam Racing Club Lensois. Deze Angelsaksische naam was geen uitzondering in deze tijd, met andere voorbeelden als Racing Club de France en Racing Club de Roubaix. Op 18 oktober 1907 werd de club officieel geregistreerd onder de naam Racing Club de Lens. De clubkleuren waren aanvankelijk groen-zwart.
De club ging spelen in de regionale competitie Ligue Artois. In de volgende jaren won ze aan populariteit en moest al snel uitwijken naar een andere speellocatie. De Eerste Wereldoorlog verwoestte en groot deel van de stad en de voetbalclub verdween. Na de oorlog herrees Racing uit de as en nam de nieuwe clubkleuren hemelsblauw-wit aan.
In 1922 nam de club opnieuw aan competitievoetbal deel. Een groot aantal spelers kwam uit het buitenland, onder andere omdat er veel gastarbeiders waren die in de mijn werkten. In 1923 nam ze de huidige clubkleuren, bloedrood-goud aan. Er wordt gezegd dat toenmalig voorzitter Pierre Moglia deze kleren gekozen had omdat ze dezelfde waren als die van de Spaanse vlag. Een jaar later verhuisde de club naar het stade Raoul Briquet.
In 1926 werd de eerste supportersclub, Supporters Club Lensois (tegenwoordig 12 Lensois), opgericht. De club haalde nu ook zijn eerste prijs binnen met de titel in de Ligue d'Artois. Hierdoor werd de stad Lens meer en meer geïnteresseerd in het voetbal en begon ze ook subsidies te geven. Twee jaar later werd de club opnieuw kampioen en promoveerde zo naar de Division Honneur Nord. In deze tijd de hoogst mogelijk klasse voor de club. Het voetbal in Frankrijk was nog regionaal tot begin jaren 30. De club kreeg nu zware tegenstand met de Franse topclubs van weleer RC Roubaix, US Tourcoing, Olympique Lillois, Excelsior AC Roubaix en Amiens AC. Na twee middenmootplaatsen werd de club vicekampioen achter US Tourcoing in 1932. Datzelfde jaar werd begonnen met de bouw van het huidige stadion Félix-Bollaert. Dit werd voltooid in 1933 en ingehuldigd door mijndirecteur Félix Bollaert. Na zijn dood in 1936 kreeg het stadion zijn naam.
In 1932 werd de huidige Franse competitie opgericht en een aantal clubs werden professioneel en verlieten de DH Nord. In 1934 besloot ook Lens professioneel te worden en schreef zich in voor de Division 2. Na twee subtopplaatsen werd de club kampioen in 1937. In de Franse beker bereikte de club de 1/8ste finale en werd daarin verslagen door het grote Red Star.
In het eerste seizoen bij de elite kon de club een degradatie net vermijden, maar het volgende seizoen werd de club zevende. Dan brak de Tweede Wereldoorlog uit en de competitie werd nu verdeeld in verschillende zones. In 1939/40 werd de club vierde en nam dan twee seizoenen niet deel om dan in 1942/43 kampioen te worden van de zone noord. Het volgende seizoen werd het profvoetbal verboden en traden er voor elke regio globale clubs aan. Lens-Artois werd met 1 punt voorsprong op Lille-Flandres kampioen. Na één seizoen mochten de clubs weer apart deelnemen en dit keer werd Lens vicekampioen achter FC Rouen.

### Na de Tweede Wereldoorlog
In het eerste naoorlogse seizoen werd de club zesde, de beste plaats tot dan toe in het officiële kampioenschap. Door de nationalisering van de mijnen door Charles de Gaulle kreeg de club met budgettaire problemen te kampen en moest een aantal internationals laten gaan. Dit resulteerde vervolgens in een achttiende plaats op twintig en omdat de competitie ingekrompen werd moest ze degraderen. In de Division 2 werd de club slechts achtste, maar legde wel een indrukwekkend parcours af in de beker. Op weg naar de finale versloeg ze eersteklassers Stade Rennais en Stade Français. In de halve finale versloeg de club SR Colmar, dat ook in de Division 2 speelde en dat jaar promoveerde. In de finale wachtte Lille OSC, de topclub van dat ogenblik. Lille ontstond tijdens de oorlog door een fusie en was de eerste naoorlogse kampioen. In dat jaar, 1948, werd Lille vicekampioen. In het Stade Yves-du-Manoir zagen 60.739 toeschouwers hoe Lens twee keer een achterstand wegwerkte en op verlengingen afstevende, maar in de 86ste minuut scoorde topschutter van de competitie Jean Baratte het verlossende doelpunt voor Lille en sloeg hiermee de droom van Lens aan diggelen. Het volgende seizoen werd de club kampioen in de tweede afdeling en promoveerde zodoende terug naar de elite. Daar eindigde Lens eerste seizoenen in de lagere middenmoot om zich langzaam op te werken.
In 1954/55 eindigde de club voor het eerst in de top 3. De volgende twee seizoenen werd ze zelfs vicekampioen, mede dankzij de Zweedse goalgetter Egon Jönsson. Na deze drie podiumplaatsen zakte de club echter opnieuw weg in de middenmoot. In 1959 en 1960 won Lens wel de Coupe Charles Drago, een toernooi voor clubs die voor de kwartfinales uitgeschakeld zijn in de beker van Frankrijk. In de competitie ging het weer in stijgende lijn. In 1962 ging het slecht met de steenkoolmijnen en verscheidene mijnen sloten. De club rekruteerde altijd mijnwerkers en kwam in de problemen in de competitie met een zestiende plaats. Maar het daaropvolgende seizoen, in 1963/64, werd de club derde in de competitie. Dit was te danken aan de jonge Algerijnse aanvaller Ahmed Oudjani, die met 30 goals topschutter in de competitie werd. Na enkele seizoenen in de middenmoot degradeerde ze opnieuw in 1967/68. De competitie ging toen weer van 20 naar 18 clubs en Lens eindigde samen met RC Strasbourg en SCO Angers als gedeeld achttiende met elk 34 punten. Strasbourg werd gered door een beter doelsaldo, zodat Lens en Angers degradeerden.
In de tweede klasse werd de club zevende, maar door de economische crisis besloot de mijnindustrie om zich terug te trekken uit de club. Lens kon het profstatuut niet aanhouden en moest ondanks een die zevende plaats een stap terugtrekken en degraderen naar de toenmalige derde klasse (CFA). Het publiek bleef weg en het einde van de club was in zicht.
Lens begon aan de heropbouw en de stad kocht het stadion over van de mijngroep. Na één seizoen CFA nam de club opnieuw het profstatuut aan en trad daardoor opnieuw in de Division 2 aan. De club werd twee keer op rij derde en bereikte in 1971/72 de halve finale van de beker en versloeg op weg daarnaar eersteklasser Red Star, maar werd in de halve finale verslagen door SEC Bastia. In 1973 werd de club kampioen van de Division 2. Lens had evenveel punten als US Boulogne en minder wedstrijden gewonnen, maar doordat het doelsaldo beter was promoveerde Lens. Na een tiende plaats in het eerste seizoen werd de club zevende in 1974/75. In de beker bereikte de club voor de tweede keer de finale en verloor daar van AS Saint-Étienne, de Franse topclub van het moment. Doordat Saint-Étienne kampioen was mocht Lens voor het eerst Europees spelen in de beker der bekerwinnaars. Nadat het Ierse Home Farm met de grond gelijk gemaakt werd moest de club in de 1/8ste finale het onderspit delven tegen het Nederlandse FC Den Haag.
In 1976/77 werd de club vicekampioen achter FC Nantes en plaatste zich zo voor de UEFA Cup. Nadat eerst het Zweedse Malmö FF werd uitgeschakeld stuitte de club op aardig verzet van Lazio Roma en verloor met 2-0. Sterspeler Didier Six zorgde er echter voor dat Lens in de terugwedstrijd twee keer scoorde, waardoor er verlengingen nodig waren. Hierin vernederde de club de Romeinen en na dertig minuten verlenging stond het 6-0. In de derde ronde kreeg Lens meteen een veeg uit de pan van het Oost-Duitse 1. FC Magdeburg en kon deze achterstand ondanks winst in de terugwedstrijd niet rechtzetten. Net zoals na de vorige Europese campagne kon de club ook dit jaar niet overtuigen in de competitie en degradeerde zelfs aan het einde van het seizoen. Met drie punten achterstand op Stade Brestois slaagde de club erin meteen terug te promoveren.
Na drie middelmatige plaatsen werd de club vierde in 1982/83. In de daaropvolgende UEFA Cup lootte de club drie keer tegen een Belgische club. Nadat AA Gent en Antwerp met moeite opzij gezet werden verloor de club in de derde ronde nipt van titelverdediger en latere finalist RSC Anderlecht. Na nog enkele goede noteringen ging het eind jaren 80 bergaf en de club degradeerde in 1989 naar de tweede klasse. Na twee seizoenen werd ze daar vicekampioen achter Le Havre AC. In de eindronde versloeg de club US Valenciennes, maar werd in de finale verslagen door Toulouse FC. Vanwege financiële problemen werd Girondins de Bordeaux uit de eerste klasse gezet en hierdoor promoveerde Lens in extremis toch nog naar de Division 1. De club keerde terug in stijl en werd achtste. Op 15 februari 1992 vestigde de club een toeschouwersrecord met 48912 mensen die Lens zagen winnen tegen de latere landskampioen Olympique de Marseille. Het volgende seizoen leek het mis te lopen en in december stond de club op een degradatieplaats. Na een goede remonte in de terugronde eindigde de club nog op een respectabele negende plaats. Na een tiende plaats werd de club dan twee keer vijfde. In de UEFA Cup scoorde ze in twee wedstrijden dertien keer tegen de Luxemburgse dwerg Avenir Beggen. Nadat ook het Oekraïense Tsjornomorets Odessa aan de kant was gezet stuitte de club op Slavia Praag en kon andermaal niet tot in de kwartfinales van een Europese beker doordringen.
Het stadion van Lens werd gerenoveerd voor het WK voetbal 1998, dat in Frankrijk plaatsvond. In 1997/98 domineerde de club samen met FC Metz de competitie. Beide clubs hadden nog nooit de titel gewonnen en het was spannend tot op de laatste speeldag. Lens en Metz behaalden uiteindelijk evenveel punten, maar door een beter doelsaldo kreeg Lens de titel toegewezen. In de Champions League plaatste de club zich voor het eerst voor een kwartfinale van een Europese beker en schakelde daar Olympiakos uit. In de halve finales speelde de club eerst thuis gelijk tegen Manchester United en verloor dan op verplaatsing met 3-1, waardoor het werd uitgeschakeld. Het volgende seizoen speelde de club in de UEFA Cup en versloeg onder andere een Duitse en twee Franse clubs, maar verloor in de halve finales opnieuw van een Engelse club. Dit keer was Arsenal de boosdoener. In 2001/02 eindigde de club als tweede op twee puntjes van kampioen Olympique Lyon en mocht zo opnieuw aantreden in de Champions League. Lens werd daarin derde in de groepsfase en viel in het vangnet van de UEFA Cup, maar werd daar meteen uitgeschakeld. De club bleef het vervolgens in de competitie behoorlijk doen en plaatste zich nog regelmatig voor Europees voetbal, maar kon daar niet meer doordringen tot in de kwartfinales. In 2006/07 werd ze nog vijfde, maar het volgende seizoen ging het bergaf. In de UEFA Cup bereikte Lens niet eens de groepsfase en in de competitie liep het helemaal mis en de club degradeerde. Lens keerde toen weliswaar na één seizoen al terug naar de elite door kampioen te worden.
Het seizoen 2007-2008 ging de geschiedenis in als een desastreus seizoen. Als hoofdtrainer was voormalig Auxerre-speler Guy Roux aangesteld. Al na enkele weken moest Roux vanwege gezondheidsredenen een definitief einde maken aan zijn trainersloopbaan. Als opvolger werd de voormalige profspeler Jean-Pierre Papin aangesteld. Ondanks zijn imposante spelersloopbaan wist de op het hoogste niveau onervaren trainer de club niet te behouden voor de Ligue 1: Papin werd op 27 mei 2008 ontslagen nadat de club op de 18e plaats bleef steken en daardoor degradeerde. Na 17 jaar Ligue 1 moest Lens weer spelen in de Ligue 2. Na één seizoen promoveerde de club terug. In het seizoen 2010/11 eindigde Lens echter op de voorlaatste plaats, waardoor het opnieuw degradeerde naar de Ligue 2. In 2014 promoveerde de club weer om het jaar daarna terug te degraderen: Lens eindigde het seizoen 2014/15 als laatste en ging terug naar de Ligue 2, waarin ze sindsdien spelen. In 2020 werd het seizoen tien speeldagen voor het einde beëindigd door de coronacrisis. Hoewel de verschillen in de top vijf uiterst miniem waren werd beslist om de top twee te laten promoveren, waardoor Lens na vijf jaar een rentree kon maken in de Ligue 1.
In het eerste seizoen terug op het hoogste niveau (2020/21) kon Lens een mooie zevende plek behalen. Het seizoen 2021/22 werd op diezelfde zevende plaats beëindigd. Het volgende seizoen (2022/23) werd goed begonnen. Na 15 speeldagen stond Lens tweede met 36 punten, als eerste achtervolger van PSG, dat 41 punten had. Op 1 januari won RC Lens met 3-1 van PSG in eigen huis. Hierdoor stond Lens tweede op 4 punten na 17 speeldagen.

## Erelijst
| Internationaal       |    |                                    |
| UEFA Intertoto Cup   | 2x | 2005, 2007                         |
| Nationaal            |    |                                    |
| Division 1           | 1x | 1997/98                            |
| Division 2 / Ligue 2 | 4x | 1936/37, 1948/49, 1972/73, 2008/09 |
| Coupe de la Ligue    | 2x | 1994, 1999                         |
| Coupe Charles Drago  | 3x | 1959, 1960, 1965                   |
| Coupe Gambardella    | 3x | 1957, 1958, 1992                   |

## Overzichtslijsten

### Eindklasseringen sinds 1946
- 1946 6e
Division Nationale
- 1947 17e
Division Nationale
- 1948 8e
Division Interrégionale
- 1949 1e
Division Interrégionale
- 1950 15e
Division Nationale
- 1951 16e
Division Nationale
- 1952 13e
Division Nationale
- 1953 7e
Division Nationale
- 1954 7e
Division Nationale
- 1955 3e
Division Nationale
- 1956 2e
Division Nationale
- 1957 2e
Division Nationale
- 1958 11e
Division Nationale
- 1959 16e
Division Nationale
- 1960 6e
Division Nationale
- 1961 10e
Division Nationale
- 1962 7e
Division Nationale
- 1963 16e
Division Nationale
- 1964 3e
Division Nationale
- 1965 8e
Division Nationale
- 1966 12e
Division Nationale
- 1967 8e
Division Nationale
- 1968 17e
Division Nationale
- 1969 7e
Division Interrégionale
- 1970 4e
Niveau 3
- 1971 3e
Division Interrégionale
- 1972 3e
Division Interrégionale
- 1973 1e
Division 2
- 1974 10e
Division 1
- 1975 7e
Division 1
- 1976 15e
Division 1
- 1977 2e
Division 1
- 1978 18e
Division 1
- 1979 2e
Division 2
- 1980 9e
Division 1
- 1981 13e
Division 1
- 1982 13e
Division 1
- 1983 4e
Division 1
- 1984 13e
Division 1
- 1985 7e
Division 1
- 1986 5e
Division 1
- 1987 10e
Division 1
- 1988 17e
Division 1
- 1989 20e
Division 1
- 1990 8e
Division 2
- 1991 2e
Division 2
- 1992 8e
Division 1
- 1993 9e
Division 1
- 1994 10e
Division 1
- 1995 5e
Division 1
- 1996 5e
Division 1
- 1997 13e
Division 1
- 1998 1e
Division 1
- 1999 6e
Division 1
- 2000 5e
Division 1
- 2001 14e
Division 1
- 2002 2e
Division 1
- 2003 8e
Ligue 1
- 2004 8e
Ligue 1
- 2005 7e
Ligue 1
- 2006 4e
Ligue 1
- 2007 5e
Ligue 1
- 2008 18e
Ligue 1
- 2009 1e
Ligue 2
- 2010 11e
Ligue 1
- 2011 19e
Ligue 1
- 2012 12e
Ligue 2
- 2013 12e
Ligue 2
- 2014 2e
Ligue 2
- 2015 20e
Ligue 1
- 2016 6e
Ligue 2
- 2017 4e
Ligue 2
- 2018 14e
Ligue 2
- 2019 5e
Ligue 2
- 2020 2e
Ligue 2
- 2021 7e
Ligue 1
- 2022 7e
Ligue 1
- 2023 2e
Ligue 1
- 2024 7e
Ligue 1
- 2025 8e
Ligue 1

- Niveau 1
- Niveau 2
- Niveau 3

### RC Lens in Europa
RC Lens heeft sinds 1975 in diverse Europese competities gespeeld. Hieronder staan ze vermeld en ook in welke seizoenen de club deelnam:
- Champions League (3x)

1998/99, 2002/03, 2023/24
- Europa League (1x)

2023/24
- Conference League (1x)

2024/25
- Europacup II (1x)

1975/76
- UEFA Cup (11x)

1977/78, 1983/84, 1986/87, 1995/96, 1996/97, 1999/00, 2002/03, 2003/04, 2005/06, 2006/07, 2007/08
- Intertoto Cup (3x)

2000, 2005, 2007

## Bekende (oud-)Les Sang et Or

### Spelers
- Éric Carrière
- Ferdinand Coly
- Daniel Cousin
- Olivier Dacourt
- Frédéric Déhu
- Robert De Veen
- Aruna Dindane
- El Hadji Diouf
- Wagneau Eloi
- Marc-Vivien Foé
- Baptiste Guillaume
- Thorgan Hazard
- Gaël Kakuta
- Bonaventure Kalou
- Seydou Keita
- Geoffrey Kondogbia
- Bernard Lama
- Georges Lech
- Wim van Lent
- Loïs Openda
- Luigi Pieroni
- David Pollet
- Loïc Rémy
- Quentin Pottiez
- Didier Six
- Robert Slater
- Stijn Spierings
- Raphaël Varane
- Daniel Xuereb

### Trainers
- László Bölöni
- Gérard Houllier
- Antoine Kombouaré
- Will Still

1 Petrić ·
2 Aguilar ·
3 Machado ·
4 Danso ·
7 Sotoca  ·
8 Nzola ·
9 Satriano ·
10 Costa ·
11 Fulgini ·
13 Chávez ·
14 Medina ·
15 Ojediran ·
16 Koffi ·
18 Diouf ·
19 Cabot ·
20 Sarr ·
22 Saïd ·
23 El Aynaoui ·
24 Gradit ·
26 Mendy ·
27 Bane ·
28 Thomasson ·
30 Ryan ·
34 Pouilly ·
36 Lebeau ·
37 Ganiou ·
38 Zaroury ·
Coach: W. Still
· Assistent-coach: N. Still
Angers ·
Auxerre ·
Stade Brestois ·
Le Havre ·
Lens ·
Lille · 
Lorient ·
Olympique Lyonnais · 
Olympique de Marseille · 
Metz ·
 Monaco · 
Nantes · 
Nice · 
Paris ·
PSG · 
Stade Rennais · 
Strasbourg ·
Toulouse